# Satyrichthys longiceps
Satyrichthys longiceps är en fiskart som först beskrevs av Fowler, 1943.  Satyrichthys longiceps ingår i släktet Satyrichthys och familjen Peristediidae. Inga underarter finns listade i Catalogue of Life.